# Follow My Lead
«Follow My Lead» — восьмой трек с третьего студийного альбома американского рэпера 50 Cent — Curtis. Песня сначала должна стать пятым синглом, однако взамен была выпущена «I’ll Still Kill».

## О песне
10 августа 2007 года видеоклип преждевременно попал в сеть. Это очень сильно разозлило исполнителя. Трек занял 18-ю строчку чарта Bubbling Under R&B/Hip-Hop Singles, несмотря на слабую ротацию на радио.

## Видеоклип
Официальная премьера видео состоялась 11 сентября 2007 года на телеканале BET в рубрике «New Joint of the Day» программы 106 & Park во время эпизода «Clash of the Titans». Клип позже показали на телеканале MTV в программе Total Request Live 17 сентября. Камео-роли в клипе исполнили американские актёры Дастин Хоффман и Элиз Нил. В начале видео 50 Cent управляет автомобилем Pontiac G8 (2008).

## Чарты
| Чарты (2008)                                      | Высшая позиция |
| ------------------------------------------------- | -------------- |
| U.S. Billboard Bubbling Under R&B/Hip-Hop Singles | 18             |

## Внешние ссылки
- Full lyrics of this song Архивная копия от 7 апреля 2014 на Wayback Machine на MetroLyrics